# ホセ・クルーズ・ジュニア
ホセ・ルイス・クルーズ・ジュニア（Jose Luis Cruz Jr., 1974年4月19日 - ）は、プエルトリコのアローヨ出身の元プロ野球選手（外野手）、野球指導者。右投両打。ライス大学野球部の監督を務める。

## 経歴

### プロ入り前
1974年にプエルトリコで生まれ、テキサス州ヒューストンで育った。父のホセ・クルーズの影響で少年時代から野球を始め、父の現役時代は直接指導を受けられずにいたが、1988年に父が引退するとバッティングと守備を重点的に教えてもらえ、上達していくのが自分でも分かったという。
1992年6月1日、MLBドラフト15巡目（全体425位）でアトランタ・ブレーブスから指名を受けたが、この時は契約せず、地元のライス大学へ進学した。1年の時から3年連続でオール・アメリカンに選出され、1994年に行われた第23回日米大学野球選手権大会では5番打者を務めた。

### プロ入りとマリナーズ時代
1995年6月1日にMLBドラフト1巡目（全体3位）でシアトル・マリナーズから指名され、プロ入り。契約後、傘下のA-級エバレット・アクアソックスでプロデビューの後、A+級リバーサイド・パイロッツでプレーした。翌1996年はA+級ランカスター・ジェットホークス、AA級ポートシティ・ルースターズ、AAA級タコマ・レイニアーズでプレーした。3球団合計で122試合に出場して打率.293、15本塁打、89打点を記録し、マリナーズのマイナー・リーグ最優秀選手に選出された。
1997年のスプリングトレーニングでは左翼手のレギュラー最有力候補となり、プレシーズン・ゲームで22試合に出場し、打率.339、4本塁打、12打点を記録し、レギュラーは確定と思われたが、監督のルー・ピネラは経験を積ませるためマイナー行きを命じた。
当時マリナーズのGMだったウッディ・ウッドウォードは「今シーズン中に必ず大リーグでメジャーデビューする」と明言し、5月31日にマリナーズでメジャーデビューを果たした。メジャーに昇格したクルーズは、49試合で12本塁打を放つ活躍を見せた。

### ブルージェイズ時代
1997年7月31日にマイク・ティムリン、ポール・スポルジャーリックとのトレードで、トロント・ブルージェイズへ移籍した。ブルージェイズでも長打を量産し、55試合で14本塁打を記録するパワーを披露した。最終的に2球団合計では104試合の出場で26本塁打を記録した。アメリカンリーグのルーキー・オブ・ザ・イヤーの投票ではノマー・ガルシアパーラが満票で受賞し、ガルシアパーラに次ぐ2位となった。
メジャー2年目となる1998年は本塁打のペースが落ち、1997年よりも1試合多い出場試合数で、本塁打数は15本も減少した。
翌1999年も成績が振るわなかったが、2000年にはシーズン全162試合にフル出場し、31本塁打を記録した。しかし一方では打率が.242に留まり、三振も129三振を喫した。2001年は打率、本塁打、および盗塁数で自己最高の成績を残し、30-30クラブ（30本塁打30盗塁）入りを達成した。2002年は成績が急落し、オフの12月21日にFAとなった。

### ジャイアンツ時代
2003年1月28日にサンフランシスコ・ジャイアンツと契約を結んだ。同年は自身初の100四球を記録した。オフの10月22日には自身2度目となるFAになった。また、ゴールドグラブ賞を受賞した。

### デビルレイズ時代
2003年12月17日にタンパベイ・デビルレイズと契約した。
2004年は前年と大きく変わらない打撃成績を残したが、守備ではア・リーグ最多となる10失策を記録した。

### ダイヤモンドバックス時代
2005年2月6日にケイシー・フォッサムとのトレードでアリゾナ・ダイヤモンドバックスへ移籍した。
2005年は開幕をダイヤモンドバックスで迎えた。

### レッドソックス時代
2005年7月30日にケニー・ペレス、カイル・ボーノの2選手（ともに当時マイナー選手）とのトレードで、ボストン・レッドソックスへ移籍した。レッドソックスでは4試合に出場したのみだった。

### ドジャース時代
2005年8月9日にはウェイバー公示となり、ロサンゼルス・ドジャースへ移籍した。
2006年はシーズン開幕前の3月に開催された第1回ワールド・ベースボール・クラシック(WBC)のプエルトリコ代表に選出された。シーズンでは前年に引き続きドジャースで開幕を迎えたが、打撃成績が低迷し、シーズン途中の8月1日にFAとなった。

### パドレス時代
2007年はサンディエゴ・パドレスと契約した。7月31日に自由契約となった 。

### ヤンキース傘下時代
2007年8月18日にニューヨーク・ヤンキースとマイナー契約を結んだ。傘下のAAA級スクラントン・ウィルクスバリ・ヤンキースでプレーした。

### アストロズ時代
2008年には父がコーチを務めているヒューストン・アストロズと契約した。プレシーズン・ゲームでは打撃好調で開幕メジャー入りを果たしたが、6月6日に自由契約となった。翌日に行われたインタビューで引退の可能性を示唆し、その後はどの球団とも契約せずに引退した。

### 引退後
引退後はMLB選手会の選手担当特別補佐を経た後、2021年よりデトロイト・タイガースのコーチ（後に役職は打撃コーチ補佐に決まる）を務める。シーズン中の6月9日にタイガースを退団して母校のライス大学野球部の監督に就任した 。

## クルーズ・ベースボール・ファミリー
ホセ・クルーズ・ジュニア（Jr.）とされている事からも分かるように、元メジャーリーガーのホセ・クルーズの息子である。叔父のトミー・クルーズとヘクター・クルーズもそれぞれ元メジャーリーガーである。
また、息子のトレイ・クルーズは2020年のMLBドラフト3巡目（全体73位）でタイガースから指名され、プロ入りしている。

## 詳細情報

### 年度別打撃成績
| 年 度     | 球 団     | 試 合 | 打 席 | 打 数 | 得 点 | 安 打 | 二 塁 打 | 三 塁 打 | 本 塁 打 | 塁 打 | 打 点 | 盗 塁 | 盗 塁 死 | 犠 打 | 犠 飛 | 四 球 | 敬 遠 | 死 球 | 三 振 | 併 殺 打 | 打 率 | 出 塁 率 | 長 打 率 | O P S |
| --------- | --------- | ----- | ----- | ----- | ----- | ----- | -------- | -------- | -------- | ----- | ----- | ----- | -------- | ----- | ----- | ----- | ----- | ----- | ----- | -------- | ----- | -------- | -------- | ----- |
| 1997      | SEA       | 49    | 198   | 183   | 28    | 49    | 12       | 1        | 12       | 99    | 34    | 1     | 0        | 1     | 1     | 13    | 0     | 0     | 45    | 3        | .268  | .315     | .541     | .856  |
| 1997      | TOR       | 55    | 244   | 212   | 31    | 49    | 7        | 0        | 14       | 98    | 34    | 6     | 2        | 0     | 4     | 28    | 2     | 0     | 72    | 2        | .231  | .316     | .462     | .778  |
| '97計     | TOR       | 104   | 442   | 395   | 59    | 98    | 19       | 1        | 26       | 197   | 68    | 7     | 2        | 1     | 5     | 41    | 2     | 0     | 117   | 5        | .248  | .315     | .499     | .814  |
| 1998      | TOR       | 105   | 413   | 352   | 55    | 89    | 14       | 3        | 11       | 142   | 42    | 11    | 4        | 0     | 4     | 57    | 2     | 0     | 99    | 0        | .253  | .354     | .403     | .757  |
| 1999      | TOR       | 106   | 414   | 349   | 63    | 84    | 19       | 3        | 14       | 151   | 45    | 14    | 4        | 1     | 0     | 64    | 5     | 0     | 91    | 5        | .241  | .358     | .433     | .791  |
| 2000      | TOR       | 162   | 681   | 603   | 91    | 146   | 32       | 5        | 31       | 281   | 76    | 15    | 5        | 2     | 3     | 71    | 3     | 2     | 129   | 11       | .242  | .323     | .466     | .789  |
| 2001      | TOR       | 146   | 627   | 577   | 92    | 158   | 38       | 4        | 34       | 306   | 88    | 32    | 5        | 2     | 2     | 45    | 4     | 1     | 138   | 8        | .274  | .326     | .530     | .856  |
| 2002      | TOR       | 124   | 522   | 466   | 64    | 114   | 26       | 5        | 18       | 204   | 70    | 7     | 1        | 1     | 4     | 51    | 1     | 0     | 106   | 8        | .245  | .317     | .438     | .755  |
| 2003      | SF        | 158   | 650   | 539   | 90    | 135   | 26       | 1        | 20       | 223   | 68    | 5     | 8        | 2     | 7     | 102   | 6     | 0     | 121   | 14       | .250  | .366     | .414     | .780  |
| 2004      | TB        | 153   | 636   | 545   | 76    | 132   | 25       | 8        | 21       | 236   | 78    | 11    | 6        | 5     | 8     | 76    | 8     | 2     | 117   | 6        | .242  | .333     | .433     | .766  |
| 2005      | ARI       | 64    | 245   | 202   | 23    | 43    | 9        | 0        | 12       | 88    | 28    | 0     | 1        | 0     | 1     | 42    | 2     | 0     | 54    | 6        | .213  | .347     | .436     | .783  |
| 2005      | BOS       | 4     | 13    | 12    | 0     | 3     | 1        | 0        | 0        | 4     | 0     | 0     | 0        | 0     | 0     | 1     | 0     | 0     | 4     | 0        | .250  | .308     | .333     | .641  |
| 2005      | LAD       | 47    | 179   | 156   | 23    | 47    | 14       | 2        | 6        | 83    | 22    | 0     | 1        | 0     | 0     | 23    | 1     | 0     | 43    | 4        | .301  | .391     | .532     | .923  |
| '05計     | LAD       | 115   | 437   | 370   | 46    | 93    | 24       | 2        | 18       | 175   | 50    | 0     | 2        | 0     | 1     | 66    | 3     | 0     | 101   | 10       | .251  | .364     | .473     | .837  |
| 2006      | LAD       | 86    | 273   | 223   | 34    | 52    | 16       | 1        | 5        | 85    | 17    | 5     | 1        | 4     | 3     | 43    | 2     | 0     | 54    | 3        | .233  | .353     | .381     | .734  |
| 2007      | SD        | 91    | 293   | 256   | 37    | 60    | 12       | 3        | 6        | 96    | 21    | 6     | 1        | 5     | 1     | 31    | 1     | 0     | 65    | 3        | .234  | .316     | .375     | .691  |
| 2008      | HOU       | 38    | 60    | 49    | 6     | 6     | 1        | 0        | 0        | 7     | 1     | 0     | 0        | 0     | 0     | 11    | 0     | 0     | 9     | 0        | .122  | .283     | .143     | .426  |
| MLB：12年 | MLB：12年 | 1388  | 5448  | 4724  | 713   | 1167  | 252      | 36       | 204      | 2103  | 624   | 113   | 39       | 23    | 38    | 658   | 37    | 5     | 1147  | 73       | .247  | .337     | .445     | .782  |

- 各年度の太字はリーグ最高

### 表彰
- ゴールドグラブ賞：1回（外野手・2003年）

### 背番号
- 23（1997年 - 2002年）
- 22（2003年 - 2005年途中、2005年途中 - 2006年、2008年）
- 32（2005年途中 - 同年途中）
- 9（2007年）
- 27（2021年）

### 代表歴
- 第23回日米大学野球選手権大会 アメリカ合衆国代表（1994年）
- 2006 ワールド・ベースボール・クラシック・プエルトリコ代表